# Dinozavri
Dinozavri so izumrli vretenčarji, ki so na Zemlji kraljevali več kot 30 milijonov let. Neleteči dinozavri so izumrli konec krede, pred 65 milijoni let. Danes jih poznamo po fosilnih in nefosilnih ostankih, kot so fosilizirane kosti, zobje, iztrebki, odtisi stopal, gastroliti, peresa, odtisi kože in notranjih organov ter »mehka tkiva«.
Odkar so znanstveniki v 19. stoletju odkrili prve vrste, so sestavljena okostja postala ena največjih atrakcij v muzejih po vsem svetu. Dinozavri so postali del popularne kulture, zahvaljujoč predvsem filmu Jurski park in poljudnoznanstvenim knjigam. Izraz dinozaver se neuradno uporablja tudi za označevanje kakršnihkoli prazgodovinskih plazilcev, na primer dimetrodona, pterozavrov, pleziozavrov in ihtiozavrov, čeprav ne pripadajo dinozavrom. 
Zagon je raziskovanje dinozavrov dobilo v sedemdesetih letih 20. stoletja, ko je John Ostrom odkril Deinoniha, majhnega in smrtonosnega plenilca, ki je mogoče celo bil toplokrven in je spremenil pogled na dinozavre kot na počasne hladnokrvne plazilce. Začele so se raziskave po celem svetu in raziskovalci so odkrili mnoge nove vrste v doslej še neraziskanih koncih sveta, kot so Južna Amerika, Madagaskar, Antarktika ... Najbolj znamenito pa je postalo odkritje odlično ohranjenega pernatega dinozavra na Kitajskem, ki je okrepilo teorijo o evolucijski povezavi med dinozavri in ptiči.
Sledi dinozavrov so našli tudi na Krasu in v Istri, v Italiji, Sloveniji in na Hrvaškem. V letu 2002 je ZRC SAZU o njih organiziral mednarodno razstavo »Dinozavri Krasa in Istre«.

## Kaj je dinozaver?

### Definicija
Nadred »Dinosauria« je formalno poimenoval angleški znanstvenik Richard Owen leta 1842. Ime je kombinacija grškega izraza deinos (»strašen« ali »grozen«) in sauros (»kuščar« ali »plazilec«). V nasprotju s splošnim prepričanjem je izraz odražal Ownovo navdušenje nad velikostjo in veličastnostjo izumrlih živali, ne pa zaradi strahu pred njimi.
Paleontologi se skoraj popolnoma strinjajo, da so ptiči potomci dinozavrov iz skupine teropodov. Ptiči po njihovem mnenju pripadajo podskupini Maniraptora, ki so coelurozavri, ki so teropodi, ki pripadajo skupini saurischians, torej dinozavrom. Glede na skupnega prednika bi ptiče torej lahko prištevali k dinozavrom, vendar pa je delitev na »leteče dinozavre« in »neleteče dinozavre« okorna. Po starejšem Linnejevem sistemu so ptiči posebna skupina. Tako se razvrstitev ptičev v sistem razlikuje glede na stroko. V nadaljevanju članka so leteči dinozavri ptiči, ostali pa dinozavri.

### Sposobnosti in vedenje
Dinozavri so bili izredno raznoliki. Nekateri so bili rastlinojedi, drugi mesojedi, nekateri dvonogi, drugi štirinogi. Za podrobnosti glej odstavek Klasifikacija.
Velikost
Samo majhen delež živih bitij se ohrani kot fosil in večina le-teh je še vedno zakopana v zemlji. Zato največji in najmanjši dinozaver verjetno ne bosta nikoli odkrita. Še med odkritimi so celotna okostja redka, kaj šele odtisi kože ali tkiva. Tako je rekonstruiranje okostja s primerjavo velikosti in oblike bolj znane podobne vrste še vedno nepopolno, oblika mišic in notranjih organov pa je lahko le pametno ugibanje.
Največja znana skupina dinozavrov so zavropodi. Najmanjši med njimi so bili večji od vseh drugih živali v svojem habitatu, največji pa so bili največje živali, ki so kdaj hodile po Zemlji.
Najvišji in najtežji dinozaver, katerega okostje je ohranjeno v celoti, je brahiozaver, ki so ga odkrili v Tanzaniji v letih 1907–1912 in je danes razstavljen v Humboldtovem muzeju v Berlinu.  Visok je 12 m, verjetno je tehtal med 30 in 65 ton. Najdaljši dinozaver je 27 m dolgi diplodok, ki so ga odkrili v Wyomingu leta 1907 in je danes v Carnegiejevem naravoslovnem muzeju v Pittsburghu.
Poznamo tudi večje dinozavre, vendar se je od njih ohranilo le nekaj kosti. Trenutni rekorderji so bili odkriti v sedemdesetih letih ali kasneje. Argentinozaver bi lahko tehtal med 90 in 100 ton, najdaljši bi bil 40 m dolgi Superzaver in najvišji 18 metrski Zavropozejdon, ki bi lahko gledal skozi okna v šestem nadstropju.
Nobena druga skupina kopenskih živali se dinozavrom po velikosti ni niti malo približala. Najtežji slon je tehtal 13,5 ton, žirafa lahko doseže do 6 m višine. Tudi prazgodovinski sesalci so bili v primerjavi z dinozavri majhni. Vendar pa je največja žival vseh časov sinji kit, ki tehta tudi do 210 ton in v dolžino meri do 33,5 m.
Najmanjši dinozavri so bili veliki kot vrana ali kokoš. Mikroraptor, Parvikursor in Saltopus so bili vsi manjši od 60 cm.
Vedenje
Interpretacije vedenja so oprte na položaj fosilov in njihovega okolja, računalniške simulacije dinozavrovega premikanja in primerjavo s sodobnimi živalmi, ki zasedajo podobne ekološke niše. Verjetno so vedenjski vzorci ptičev in krokodilov, najbližjih živečih sorodnikov, podobni dinozavrskim, vendar pa to vprašanje občasno sproža polemike.
Prvi dokaz za življenje v čredi je bilo odkritje 31 igvanodonov, ki so poginili skupaj v današnjem Bernissartu, Belgija (1878). Podobne masovne smrti in odtisi stopal kažejo, da je bilo čredno življenje pogosto pri mnogih vrstah. Račjekljuni dinozavri so se selili v čredah po več sto ali tisoč živali, podobno kot današnji bizoni. Stopinje zavropodov kažejo, da so potovali v skupinah, v katerih so bile zastopane različne vrste , nekateri so držali mladiče sredi črede in jih v primeru napada branili. Podobno obnašanje lahko zasledimo v afriških savanah. 
Jack Horner je leta 1978 v Montani odkril gnezdo majazavra (»dinozaver dobra mama«), ki kaže, da so nekateri ornitopodi skrbeli za svoje mladiče po izvalitvi . Odkrite so bile tudi velike kolonije, kot pri pingvinih. Oviraptorja so celo našli v položaju, podobnem kokoši, ko vali jajca. Zato nekateri sklepajo, da je bil pokrit s perjem.
Lobanjski grebeni nekaterih dinozavrov se zdijo preveč krhki za obrambo, zato so bili verjetno uporabljani pri paritvenih obredih ali za zastraševanje vsiljivcev, čeprav to ni nujno res. Malo je znanega tudi o njihovem oglašanju, vendar lahko sklepamo, da so bili nekateri dinozavri z votlimi lobanjami kot rezonatorji sposobni proizvajati različne zvoke.
Teropodi so zalezovali svoj plen , odkrit je bil fosil velociraptorja, ki je napadel protoceratopsa  Kanibalizem med teropodi potrjujejo najdbe z Madagaskarja leta 2003.
V primerjavi s sesalci iz kenozoika je videti, da ni bilo dinozavrov, ki bi kopali rove, takih, ki bi plezali po drevesih, pa je bilo malo.
Biomehanika nam je pokazala, kako hitro so dinozavri lahko tekli, da je diplodok z repom lahko prebil zvočni zid , da so se veliki teropodi lahko ustavili, ne da bi se prevrnili na trebuh  in da so zavropodi lahko plavali.

## Znanstveni pristop

### Področja raziskovanja
Podatke o dinozavrih lahko dobimo s pomočjo različnih znanstvenih panog, kot so fizika, kemija, biologija, geologija, paleontologija ...
Raziskava obsega odkritje fosila, rekonstrukcijo in konzervacijo ter interpretacijo fosilov, da bi bolje razumeli evolucijo, klasifikacijo in obnašanje dinozavrov.

### Evolucija
Dinozavri so se odcepili od prednikov prakuščarjev v obdobju triasa. 
Prvi dinozavri so se pojavili pred okrog 230 milijoni let, okrog 20 milijonov let po permsko-triasnem izumrtju, ko je izumrlo 70 % vseh vrst na planetu. Nekaj vrst primitivnih dinozavrov se je hitro razvilo, tako da so zapolnili večino praznih niš v triasnem ekosistemu. Med vladavino dinozavrov, ki se je nadaljevala v obdobji jure in krede, so praktično vse kopenske živali večje od 1 m, ki jih danes poznamo, pripadale dinozavrom.
Vsi dinozavri, z izjemo linije, ki se je razvila v današnje ptiče, so izumrli pred 65 milijoni let v kredno–terciarnem izumrtju.

### Klasifikacija
Dinozavri spadajo v red Archosauria, tako kot današnji krokodili. Od ostalih plazilcev se ločijo po diapsidni lobanji (glede na pritrditev čeljustnih mišic), po zobeh, ki rastejo iz žepkov in ne direktno iz čeljusti, dinozavri pa se od ostalih prakuščarjev ločijo predvsem po tem, da imajo noge pod telesom in ne ob straneh.
Skupaj z dinozavri je živelo veliko drugih vrst plazilcev, ki jih nekateri napačno tudi prištevajo k dinozavrom. Gre za plezoiozavre, ki niso v bližnjem sorodu z dinozavri, in pterozavre, ki so se razvili neodvisno iz plazilskih prednikov v poznem triasu.
Dinozavri se delijo v dva velika redova, Saurischia in Ornithischia, glede na strukturo kolkov. Med teropode, pripadnike reda Saurischia spadajo tudi ptice, ki so edini še živeči dinozavri.
Saurischia

Zavrishiji ali zavrišiji (Saurischia) (iz grščine "kuščarjev bok") so dinozavri, ki so obdržali strukturo kolkov svojih prednikov. Skupina vključuje teropode in zavropode.
Ornithischia

Ornitishiji ali ornitišiji (Ornithischia) (iz grščine "ptičji bok") je drugi red dinozavrov, ki vključuje večino štirinogih rastlinojedcev.

### Področja pogovorov

#### Toplokrvnost
Vprašanje, če so bili dinozavri toplokrvni ali mrzlokrvni, je med znanstveniki vedno sprožalo burne razprave, najprej glede možnosti in potem glede metod, s katerimi bi lahko to pokazali.
Ob odkritju so paleontologi predpostavili, da so bili mrzlokrvni ("strašni kuščarji", kot pove njihovo ime). Iz tega je sledilo, da so bili dinozavri počasne živali, ki so se kot današnji plazilci morali greti na soncu. Vendar pa so nova odkritja, kot so polarni dinozavri, ki so morali preživeti dolge temne mesece, pernati dinozavri, katerih perje je delovalo kot izolacija in analiza žil, ki so bolj podobne žilam toplokrvnih živali, potrdila možnost, da so bili nekateri dinozavri sposobni nadzirati telesno temperaturo. Okostja kažejo, da so se npr. teropodi obnašali bolj kakor toplokrvne živali, medtem ko imajo zavropodi manj teh značilnosti. Mogoče so bili nekateri toplokrvni in drugi mrzlokrvni, čeprav večina paleontologov misli, da je toplokrvnost bolj verjetna.

#### Povezava med dinozavri in ptiči
Dinozavri teropodi in ptiči imajo več kot sto skupnih anatomskih značilnosti.
Peresa
Prvi najdeni primerek »pernatega dinozavra« je bil leta 1861 najdeni Archaeopteryx. Odkrili so ga samo dve leti po izidu Darwinove knjige O izvoru vrst in takoj se je začela razprava o vmesnem členu med dinozavri in ptiči. To je sprožilo spor med evolucionisti in kreacionisti. Praptič je tako podoben dinozavru, da bi ga brez peres zlahka zamenjali za kompsognata.

Kasneje so odkrili še veliko vrst pernatih dinozavrov, predvsem na Kitajskem. To pa ne izključuje možnosti, da so pernati dinozavri živeli tudi drugje po svetu, peresa se namreč težje ohranijo.
Okostje
Podobnosti v skeletu so za paleontologe še bolj pomemben dokaz o evolucijski povezavi kot peresa, vendar pa postaja jasno, da je bil razvoj bolj kompliciran, kot so na začetku domnevali. Čeprav so najprej domnevali, da so se ptiči razvili iz dinozavrov in odšli po ločeni poti, nekateri znanstveniki danes menijo, da so se nekateri dinozavri, npr. dromaeozavri, razvili iz ptičev in izgubili sposobnost letenja, vendar obdržali perje.
Razmnoževanje
Zadnja odkritja v podobnostih okostja med dinozavri in ptiči so omogočila, da so znanstveniki uspeli določiti spol dinozavrov, natančneje tiranozavra. Pri njem so namreč našli strukturo podobno kosti pri samicah ptičev, ki sodeluje pri izdelavi jajčnih lupin. Tako so lahko ugotovili, da je bil ta tiranozaver samica.
Pljuča
»Veliki mesojedi dinozavri so imeli kompleksen sistem zračnih žepov, podoben ptičjemu.« 
Srce
 »Računalniška tomografija je pokazala, da so imeli dinozavri srce s štirimi prekati, tako kot ptiči in sesalci.« 
Skrb za mladiče
Mladiči nekaterih dinozavrov niso imeli zob, kar nakazuje, da so morali starši nekaj časa skrbeti za mladiče.
Mlinček
Ptiči in dinozavri oboji uporabljajo kamne v mlinčku. Če jih najdejo skupaj s fosili, se imenujejo gastroliti.
Drugo
Nedavno odkrit fosil troodonta kaže, da so te živali spale kot ptiči, z glavami pod rokami (perutmi).

#### Teorije o izumrtju
Izumrtje neletečih dinozavrov je eno od najbolj zanimivih vprašanj v paleontologiji. V osemdesetih letih je Walter Alvarez postavil teorijo, v kateri je povezal izumrtje z udarcem asteroida pred okrog 66 milijoni let. Na to kaže nenadna sprememba vsebnosti iridija v fosilnih plasteh. Dokazi kažejo, da je 10 km širok bolid zadel polotok Jukatan v Mehiki (danes naj bi bil krater v Mehiškem zalivu), ustvaril 170 km širok krater Chicxulub in povzročil masovno izumrtje. Znanstveniki še vedno ugotavljajo, če so bili dinozavri že pred udarcem v zatonu, ali so bili še vedno v polnem razvoju.
Čeprav se hitrosti izumrtja ne da določiti samo iz fosilnih ostankov, zadnji modeli kažejo, da je potekalo zelo hitro. Pri udarcu se je sprostila veliko energije in veliko snovi je odneslo v ozračje. Posledično je zato Zemlja prejela manj toplote s Sonca in se tako ohladila. Druge teorije govorijo o povečani vulkanski aktivnosti in padanju koncentracije kisika v ozračju.
Skupaj z dinozavri so izumrle tudi druge skupine živali, med drugim amoniti, mozazavri, pleziozavri, pterozavri, rastlinojedi krokodili in želve ter veliko skupin sesalcev in ptičev.

#### Dokazi o kenozoiskih dinozavrih
Nekateri fosili iz El Oja, Južna Amerika, kažejo na to, da je nekaj dinozavrov preživelo izumrtje in doživelo paleocen. Nekaj fosilov namiguje celo na dinozavre vse do eocena, vendar so močno dvomljivi. Ni izključeno, da je nekaj dinozavrov živelo še več sto let po izumrtju. Večina fosilov, ki kažejo na dinozavre v kenozoiku, je verjetno kontaminiranih. Še vedno pa nekateri mislijo, da bi nekaj dinozavrov lahko preživelo na izolirani Antarktiki in da so izumrli šele s klimatskimi spremembami.

#### Oživljanje izumrlih dinozavrov
Ideja, da bi s pomočjo kloniranja ponovno oživili dinozavre, je postala popularna s knjigo in filmom Jurski park. Avtor Michael Crichton je predlagal, da bi DNK dinozavrov dobili iz komarjev, ujetih v jantarju. Ta metoda je s stališča današnje znanosti za zdaj še nemogoča, saj DNK s časom razpade zaradi stika z zrakom, vodo ali zaradi sevanja. V filmu je zagrešena tudi napaka, saj so DNK pridobili iz jantarja iz Dominikanske republike, ki je star samo 30 milijonov let in je tako nastal davno po izumrtju dinozavrov.
Druga možnost, za zdaj še teoretična, je rekonstrukcija zaporedja genov glede na genom danes živečih sorodnih vrst (ptičev in plazilcev).

#### Odkritje mehkega tkiva dinozavrov
Marca 2005 je revija Science objavila, da so v kosti tiranozavra odkrili mehko tkivo, staro 68 milijonov let. Ko so fosilno kost preparirali, so odkrili nepoškodovane strukture kot so žile, kostne celice in vezivno tkivo. Opazovanje pod mikroskopom je pokazalo, da se je ohranila struktura celo na celičnem nivoju. Kako pomembno je to odkritje, še ni znano, čeprav so ga nekateri takoj povezali z Jurskim parkom.

## Dinozavri v popularni kulturi
Dinozavri že dolgo burijo človeško domišljijo in se velikokrat pojavljajo v fantazijskih ali znanstvenofantastičnih delih. Znane so knjige Izgubljeni svet Arhurja Conana Doyla, Jurski park Michaela Crichtona in druge. 
Dinozavri so se pojavljali tudi v filmih, na primer v Milijon let pred našim štetjem (v tem filmu sta dve veliki napaki, dinozavri so namreč pred milijonom let že zdavnaj izumrli, pa tudi istočasno z ljudmi niso nikoli živeli). V prvih filmih so še uporabljali animirane modele, pravi razcvet pa je prišel z razvojem računalniške animacije. V filmu Jurski park (1993) in njegovih dveh nadaljevanjih smo lahko že videli precej realistične dinozavre. Sledilo je tudi precej dokumentarcev, na primer BBC-jev Sprehod z dinozavri. Dinozavri so priljubljeni tudi v risankah in stripih.

### Strokovni članki
- Belinda S. W. Chang, Karolina Jönsson, Manija A. Kazmi, Michael J. Donoghue and Thomas P. Sakmar. (2002). Recreating a functional ancestral archosaur visual pigment Arhivirano 2008-10-07 na Wayback Machine.. Molecular Biology and Evolution 19 (9), 1483–1489.
- Hai-Lin Wang, Zi-Yang Yan and Dong-Yan Jin. (1997). Reanalysis of published DNA sequence amplified from Cretaceous dinosaur egg fossil Arhivirano 2008-08-28 na Wayback Machine.. Molecular Biology and Evolution 14 (5), 589–591.

### Spletne strani
1. ↑  Polling J. (1998). Skippy the Dinosaur Arhivirano 2011-12-19 na Wayback Machine.. Journal of Dinosaur Paleontology. (angleško)
2. ↑  (24.3.2005) T. rex fossil has 'soft tissues'. BBC News. (angleško)
3. ↑  Hutchinson J.R. Are birds really dinosaurs? Dinobuzz, University of California Museum of Paleontology. (angleško)
4. ↑  The Changing Shape of a Dinosaur - The Bernissart Iguanodons Arhivirano 2006-01-13 na Wayback Machine.. dinohunter.com (angleško)
5. ↑  Roach J. (30.5.2002) Dinosaur Tracks Shed Light on Sauropod Evolution. National Geographic News. (angleško)
6. ↑  Meet the Maiasaura Arhivirano 2008-09-05 na Wayback Machine.. Dinosphere, The Children's museum of Indianapolis. (angleško)
7. ↑  Dinosaurs & Fossils Arhivirano 2006-02-19 na Wayback Machine.. Browning, Montana (uradna spletna stran). (angleško)
8. ↑  (2003). Digging Around for a Social Life. Discovering dinosaurs. Encyclopædia Britannica. (angleško)
9. ↑  Rogers J.V. II. (2002). Theropod dinosaur trackways in the lower Cretaceous (Albian) Glen Rose Formation, Kinney County, Texas. Arhivirano 2011-09-04 na Wayback Machine. The Texas Journal of Science 54(2). (angleško)
10. ↑  The Fighting Dinosaurs. American Museum of Natural History.
11. ↑  (2.4.2003). Dinosaur Cannibal Unearthed in Madagascar[mrtva povezava]. National Science Foundation. (angleško)
12. ↑  Dinosaur Gait and Estimates of Speeds Arhivirano 2007-07-11 na Wayback Machine.. Earth Sciences, University of Bristol. (angleško)
13. ↑  Dinosaur Speed Calculator Arhivirano 2005-03-05 na Wayback Machine.. Sorby Geology Group, The University of Sheffield. (angleško)
14. ↑  Seife C. (29.11.1992). Cracking the whip - Did male dinosaurs use their tails to gain control?. New Scientist. (angleško)
15. ↑  (15.4.1998) Dino-Sore. BBC News. (angleško)
16. ↑  Henderson D.M. The »Inflatable« Dinosaurs of the Mesozoic. Natural Sciences and Engineering Research Council of Canada. (angleško)
17. ↑  Matt Wedel: Hunting the inflatable dinosaur. University of California Museum of Paleontology. (angleško)
18. ↑  (20.4.2000). Dinosaur heart found. BBC News. (angleško)
19. ↑  Perkins S. (30.7.2005) Young and helpless: fossils suggest that dinosaur parents cared. Science News, BNet. (angleško)
20. ↑  Dent J. (13.10.2004). 'Sleeping dragon' rested like a bird. Guardian. (angleško)
21. ↑  Renne, Paul R.; Deino, Alan L.; Hilgen, Frederik J.; Kuiper, Klaudia F.; Mark, Darren F.; Mitchell, William S.; Morgan, Leah E.; Mundil, Roland; Smit, Jan (7. februar 2013). »Time Scales of Critical Events Around the Cretaceous-Paleogene Boundary«. Science. 339 (6120): 684–687. Bibcode:2013Sci...339..684R. doi:10.1126/science.1230492. ISSN 0036-8075. PMID 23393261.

### Za najmlajše
- Prehistoric Planet Arhivirano 2005-10-01 na Wayback Machine. iz Discovery Kids (slike, igre...)
- Dinosaur Time Machine Arhivirano 2008-08-28 na Wayback Machine. iz MantyWeb Educational Software (za otroke - slike, igre...).
- Dinopedia Arhivirano 2005-09-21 na Wayback Machine. iz Yahooligans! Science
- Dinosaurs Dinosaur Facts (teorija, zgodovina).

### Popularne povezave
- Dinosaurs: Facts and Fiction iz United States Geological Survey. (pregled)
- What Killed The Dinosaurs: The Many Theories.
- iz Prirodoslovni muzej, London
- Discussions (povzetki razprav).
- Dinosauria iz UC Berkeley Museum of Paleontology.
- The Dinosaur News Arhivirano 2005-03-23 na Wayback Machine. novice in veliko povezav
- OPUS: Dinosaur by Daniel Bensen Arhivirano 2005-10-01 na Wayback Machine. slike.

### Strokovne
- Prehistoric Planet (zadnje novice).
- o izumrtju.
- The Rex Files starejše novice
- Palaeontologia Electronica (online dnevnik).
- (o izumrtju)

### Zelo strokovne
- Dinosauria On-Line Arhivirano 2008-01-25 na Wayback Machine.
- The Dinosauricon
- Dinosaur Supertree Arhivirano 2005-11-03 na Wayback Machine.
- Dinosauromorpha Cladogram
- Dinosaurier-Web.de v nemščini
- Dinobase

#### Razprave o dinozavrih in ptičih
- Archaeopteryx's Relationship With Modern Birds Arhivirano 2007-02-09 na Wayback Machine.
- Dinosaurian Synapomorphies Found In Archaeopteryx Arhivirano 2006-08-12 na Wayback Machine.
- Dromaeosaurid Archaeopteryx Arhivirano 2005-12-25 na Wayback Machine.
- Earliest beaked bird discovered Arhivirano 2009-12-14 na Wayback Machine.
- Earliest bird with alula found Arhivirano 2005-09-24 na Wayback Machine.
- Feathers, scutes and the origin of birds Arhivirano 2008-04-02 na Wayback Machine.
- More On The Dino-bird Link Arhivirano 2005-12-25 na Wayback Machine. (Q & A)
- Did Birds Evolve From Dinosaurs? Arhivirano 2005-10-24 na Wayback Machine.
- Arhivirano 2010-01-24 na Wayback Machine.
- The problems with (the book) "The Origin and Evolution of Birds" Arhivirano 2005-12-24 na Wayback Machine.